# Австрійський референдум про Аншлюс

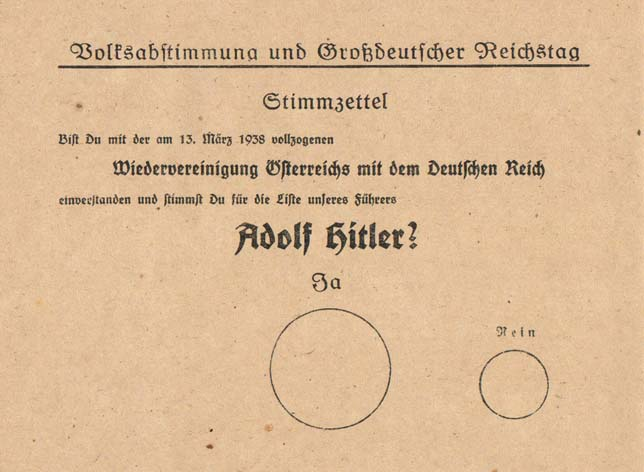
Бюлетень для голосування

Австрійський референдум про Аншлюс відбувся в окупованій Німеччиною Австрії 10 квітня 1938 р. разом з аналогічним референдумом у Німеччині. Німецькі війська вже зайняли Австрію місяцем раніше, 12 березня 1938 року.

## Передумови
Після закінчення Першої світової війни новостворена Австрія, яка претендувала на суверенітет над більшістю німецької території колишньої Габсбурзької монархії відповідно до своєї тимчасової конституції, оголосила, що є частиною новоствореної Німеччини. Пізніше плебісцити в Тіролі та Зальцбургу в 1921 р., де більшість 98,77 % та 99,11 % проголосували за об'єднання з Німеччиною, показали, що його підтримали і населення.
У вересні 1919 р. Австрія повинна була підписати Сен-Жерменський мирний договір, що означало не тільки значні втрати території, а й зміну назви з «Німецької Австрії» на «Австрію». Крім того, у статті 88 договору йшлося про те, що незалежність Австрії є невіддільною, хіба що за згодою Ради Ліги Націй, щоб запобігти будь-яким спробам об'єднання з Німеччиною.

## Кампанія
Під час підготовки до референдуму кампанія Адольфа Гітлера включала антикатолицькі та антисемітські плакати. Керівники кампанії повідомили, що «не протистоятимуть референдуму». Референдум був підтриманий Соціал-демократичною партією Австрії, чий лідер Карл Реннер підтримав Гітлера 3 квітня, та кардинал Теодор Інніцер, найвищий представник Римсько-католицької церкви в Австрії.
Референдум здійснювався під великим тиском з боку нацистської Німеччини, на бюлетенях діаметр комірки «За» аншлюс був майже вдвічі більшим ніж «Проти».

## Результати
Незважаючи на порушення, Лайф 1938 р. визнав, що результати референдуму та його німецького відповідника були «значною мірою чесними». Деякі післявоєнні рахунки стверджують, що опитування було сфальсифіковано, але немає жодних доказів того, що це було необхідно.
Масовий тиск, якому піддавалися люди, був пов'язаний з фактом, що багато хто показував бюлетень для голосування перед працівниками кампанії, щоб не викликати підозр у голосуванні проти аншлюсу. Таємність голосування практично не існувала.
У бланку було єдине запитання:
|  | Чи згоден ти з тим, що сталося 13 березня 1938 року - об’єднання Австрії з Німеччиною і чи голосуєш за список нашого фюрера Адольфа Гітлера? |

| Вибір                              | Голосів   | %      |
| ---------------------------------- | --------- | ------ |
| За                                 | 4 453 912 | 99,73  |
| Проти                              | 11 929    | 0,27   |
| Недійсних голосів/пустих бюлетенів | 5 777     | —      |
| Всього                             | 4 471 618 | 100,00 |
| Зареєстрованих виборців/Явка       | 4 484 617 | 99,71  |
| Джерело: Direct Democracy          |           |        |

За опублікованими результатами 99,73 % голосів було подано за об'єднання з Німеччиною при загальній явці 99,71 %.

## Втрата суверенності Австрії
10 квітня 1938 року окупована країна в ході референдуму була приєднана до Третього Рейху як «Остмарк». Таким чином Австрія перестала бути суверенною державою аж до 1945 року.